# Kemback
Kemback è un villaggio del Fife, Scozia, Regno Unito, situato a circa km 4 da Cupar. 
Kemback si è stato, nel XIX secolo, un centro per la lavorazione del lino. Attualmente parte dei suoi abitanti svolgono la propria attività lavorativa nei centri maggiori vicini